# Vulture
Vulture é um portal de notícias de jornalismo de entretenimento norte-americano. Criado em 2007, é mantido pela Vox Media e possui editoria-chefe de Neil Janowitz desde o ano de 2015. É a seção independente de cultura pop da revista New York, com o lema "devorando cultura".

## História
O Vulture estreou em abril de 2007 como um blog de entretenimento no NYMag.com, o site da revista New York. Melissa Maerz e Dan Kois foram os editores fundadores. O foco inicial eram notícias de televisão e cinema, especialmente recapitulações de episódios recentes de TV. Com o tempo, expandiu-se para a publicação de notícias e críticas em outras áreas da alta e baixa cultura, como música, livros, comédia e podcasts.
No processo de desmembramento da revista New York, o site do Vulture foi redesenhado em 2010 de um formato de blog para se parecer mais com uma revista digital mais "completa". O Vulture mudou para um URL/domínio independente, Vulture.com, em fevereiro de 2012.
O primeiro Vulture Festival, um evento anual de dois dias com celebridades de vários campos da cultura pop, aconteceu na cidade de Nova Iorque em 2014.
A mantenedora do Vulture, New York Media, comprou o site de notícias de comédia Splitsider da Awl Network em 2018 e transformou parte de sua cobertura e de sua editora Megh Wright no portal.
O Vulture tornou-se propriedade da Vox Media quando a New York Media foi adquirida pela Vox em setembro de 2019.